# Jagdgeschwader 75
Das Jagdgeschwader 75 war ein 1960 und 1961 existierendes Jagdgeschwader der Luftwaffe. Es wurde am 1. Oktober 1960 aus der 3. Staffel der Waffenschule der Luftwaffe 10 (WaSLw 10) in Oldenburg aufgestellt. Die Hauptaufgabe des aus dieser Staffel später entstandenen Geschwaders waren Allwetter- und Nachtjagdaufgaben, wofür das neue Jagdgeschwader mit der F-86K Sabre Dog ausgerüstet wurde, die im Gegensatz zu den ebenfalls in Jagdgeschwadern eingesetzten Sabre aus kanadischer Produktion mit einem Radar ausgerüstet waren.
Beheimatet war das Geschwader erst in Oldenburg, wurde am 20. Oktober 1960 auf den Zwischenstandort Leipheim verlegt und mit der Fertigstellung des Fliegerhorstes Neuburg dorthin verlegt; am 1. Mai 1961 erfolgte die Umbenennung in Jagdgeschwader 74, am 5. Mai 1961 fand der Appell unter der Führung des damaligen Inspekteurs der Luftwaffe, Josef Kammhuber, statt. Einziger Kommodore des Verbandes war Oberstleutnant Fritz Wegner, der danach die Führung über das Jagdgeschwader 74 übernahm.
Nach der Wiedervereinigung Deutschlands plante die Luftwaffe ab 1991 das Erprobungsgeschwader MiG-29 und das Jagdbombergeschwader 35 zusammenzulegen und ihm den Namen Jagdgeschwader 75 zu geben. 1993 erfolgte aber die Entscheidung für die Neuaufstellung als Jagdgeschwader 73.